# Liste auf La Réunion vorhandener Dampflokomotiven
Dies ist eine Liste erhaltener Dampflokomotiven auf dem Gebiet der Insel  Réunion.

## Lokomotiven mit Schmalspur 600 mm
| Foto | Nummer oder Name       | Bauart / Achsfolge | Hersteller             | Fabrik-nr. | Baujahr | Historie | Eigentümer / Betreiber / Strecke | Bemerkungen |
| ---- | ---------------------- | ------------------ | ---------------------- | ---------- | ------- | -------- | -------------------------------- | ----------- |
|      | CF de la Reunion No. 8 | C                  | Schneider (Le Creusot) | 2009       | 1881    |          | Ti Train, La Grande Chaloupe     | [ 1 ]       |